# Покатаев, Владимир Иванович
Владимир Иванович Покатаев (1941, Сахалинская область, Хабаровский край — 1993) — советский самбист и дзюдоист, чемпион и призёр чемпионатов СССР по самбо, чемпион и призёр чемпионатов Европы по дзюдо, призёр чемпионата мира по дзюдо, заслуженный мастер спорта СССР (1970).

## Биография
Родился в 1941 году на севере Сахалина в семье военнослужащего. Окончил Саратовский политехнический институт и Ленинградский военно-физкультурный институт. Преподавал на кафедре физвоспитания Ленинградского морского училища подводного флота.
Занимался в секции борьбы у Николая Перепёлкина. В 1962 году получил свою первую большую медаль на первенстве СССР по самбо среди юношей. В 1964 году Покатаев побеждает на чемпионате страны по самбо. В 1966-1971 годах член сборной команды страны.
В 1973 году прекратил спортивную карьеру и сосредоточился на военной. Скончался в 1993 году.

## Спортивные результаты
- Чемпионат СССР по самбо 1964 — ;
- Чемпионат СССР по самбо 1968 — ;
- Чемпионат СССР по самбо 1971 — ;
- Чемпионат СССР по самбо 1972 — ;